# David Granger (bobåkare)
David Granger, född 26 januari 1903, död 27 september 2002, var en amerikansk bobåkare.
Granger blev olympisk silvermedaljör i femmansbob vid vinterspelen 1928 i Sankt Moritz.